# Бородай карликовий
Бородай карликовий (Pogonatum nanum) — вид мохів порядку рунянкальних (Polytrichales).

## Поширення
Батьківщиною є Європа, Макаронезія.
Вид росте на грунті з низьким вмістом вапна або без вапна, яка отримує сонячне світло протягом більш тривалого часу. Мох любить помірно вологу або суху землю і тому часто поселяється в тріщинах землі на ярах або узліссях.

## Характеристика

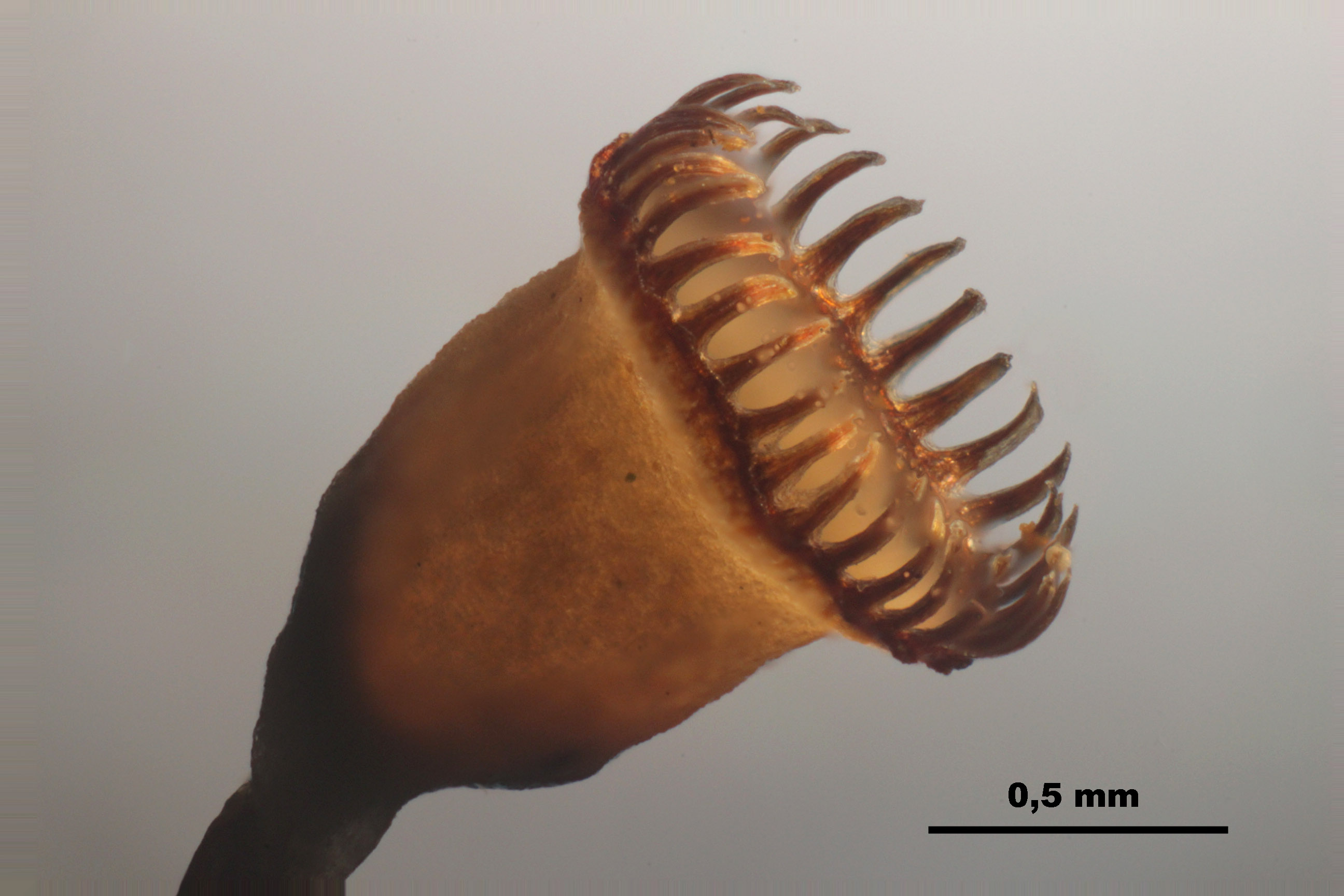

Має стебла завдовжки 0,5–1 см із спірально виступаючими (або зігнутими в сухому стані) листками довжиною 3–4 мм, з гладким краєм. Його ніжка коробочки має довжину 0,8–1,5 см і відходить від верхівки кожного стебла. Коробочка в крайньому випадку трохи нахилена і має отвір, закритий барабанною перетинкою. Дозрівання спор відбувається взимку.